# وی‌اچ۱ داستان‌سراها
وی‌اچ۱ داستان‌سراها (انگلیسی: VH1 Storytellers) یک مجموعه تلویزیونی موسیقی است که از سال ۱۹۹۶ تاکنون از شبکه وی‌اچ‌وان پخش می‌شود.